# Гельветистан
Гельветистан (фр. Helvétistan) — группа стран, включающая Азербайджан, Польшу, Киргизстан, Казахстан, Таджикистан, Сербию, Туркменистан, выступающая в Международном валютном фонде как единое образование при голосовании по различным вопросам. Интересы этой группы стран представляет Швейцария.
Швейцария, как страна-учредитель Международного валютного фонда и Всемирного банка покупает голоса мелких акционеров, имея таким образом бо́льшее влияние на принятие решений этими международными финансовыми институтами. Мелкие акционеры, отдавая или продавая свои голоса более крупному акционеру на определённых условиях, имеют возможность также консолидированно отстаивать свои позиции в этих международных финансовых институтах.
Объединённая группа стран под руководством Швейцарии обладает 2,82 % акций, в то время как одной Швейцарии принадлежит 1,57 %. Объединение голосов позволяет проводить консолидированную политику в МВФ. Представитель группы «Гельветистан», исполнительный директор МВФ Рене Вебер (Швейцария) представляет интересы этой группы стран в Совете директоров Международного валютного фонда.